# Border Cave
Border Cave (littéralement, « la grotte de la Frontière ») est un abri-sous-roche situé sur les pentes occidentales des Monts Lebombo, dans le KwaZulu-Natal, près de la frontière entre l'Afrique du Sud et le Swaziland. Ce site archéologique a livré une séquence stratigraphique remarquablement continue et s'étendant sur 200 000 ans. Des restes humains anatomiquement modernes (Homo sapiens) y ont été mis au jour ainsi que des outils en pierre taillée et des déchets de taille.

## Contexte

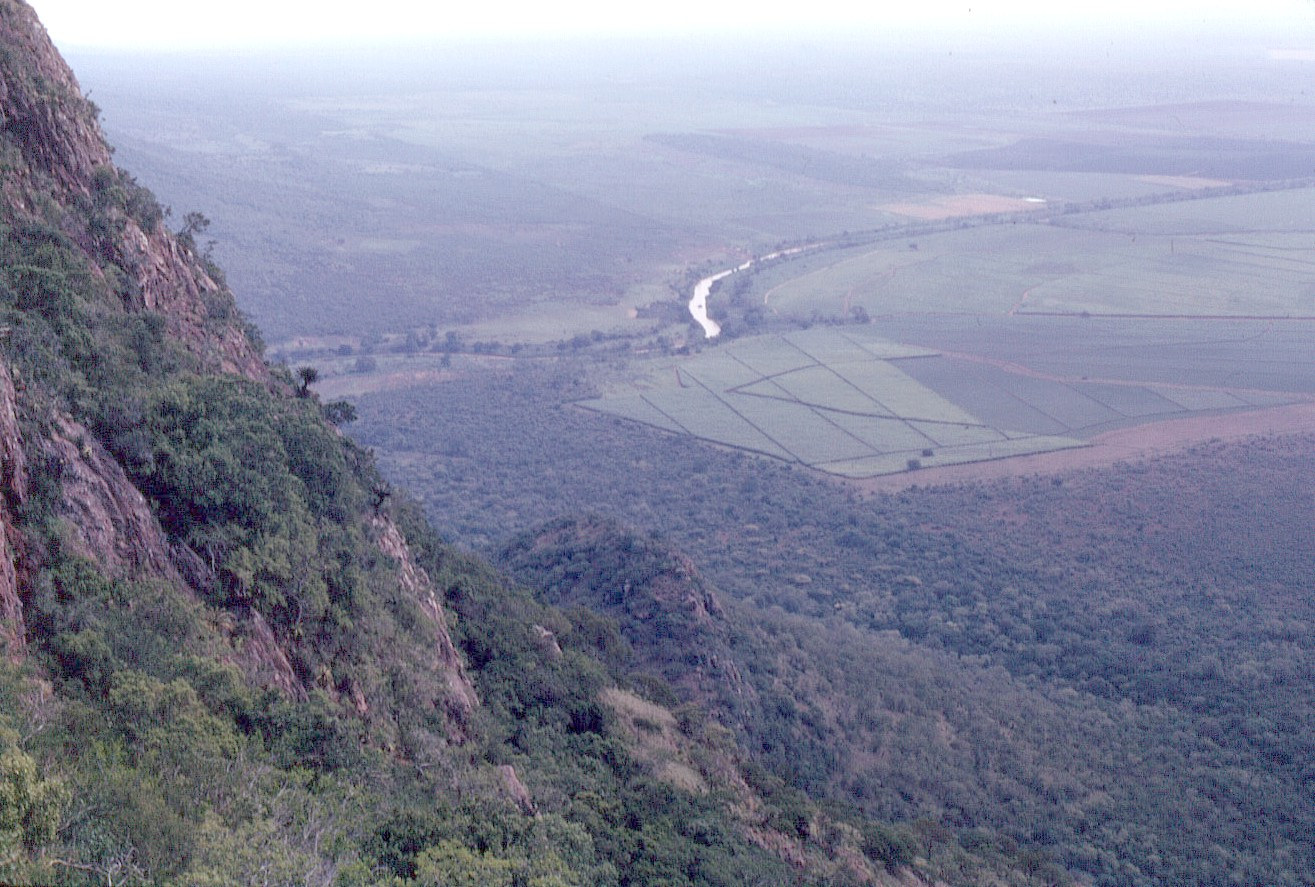
La rivière Ingwavuma vue de Border Cave.

La cavité ouverte vers l'ouest, proche de Ingwavuma, se trouve environ 100 m au-dessous de la crête de la chaîne du Lebombo et offre une large vue sur la campagne du Swaziland. Elle est semi-circulaire, large d'environ 40 m et s'est creusée aux dépens de laves jurassiques à la faveur d'une érosion différentielle,.

## Datations
Les datations par le C-14, par la racémisation des acides aminés et par résonance paramagnétique électronique (RPE) ont permis de déterminer l'âge de la séquence. Les plus anciens niveaux cendreux datent d'environ 200 000 ans BP,,,,.

## Historique des recherches
L'exploitation du guano en 1940 par un certain W. E. Barton, venu du Swaziland, a révélé un certain nombre de fragments d'ossements humains qui furent considérés comme très anciens par Raymond Dart. Ce dernier avait visité le site en juillet 1934 mais n'y avait réalisé qu'un examen superficiel. En 1941 et 1942, une équipe financée par l'Université du Witwatersrand y réalisa des prospections plus approfondies.
Les fouilles entreprises dans les années 1970 par Peter Beaumont furent très productives. Le site livra non seulement le squelette complet d'un enfant mais aussi les restes d'au moins cinq humains adultes. Plus de 69 000 vestiges lithiques furent aussi mis au jour ainsi que des ossements correspondant à plus de 43 espèces de mammifères, dont 3 aujourd'hui éteintes.
Plus récemment, ont été identifiés de la cire d’abeille datant de plus de 40 000 ans, ainsi que des tubercules carbonisés consommés par les hommes préhistoriques il y a 170 000 ans.
Le 14 août 2020, la datation d'une litière faite d'un tapis de cendres et de plantes est publiée dans Science. Elle est estimée à environ 200 000 ans, ce qui en fait la plus vieille couche construite de la main de l'homme connue,.

## Vestiges lithiques et fauniques
Les restes fauniques de la grotte montrent que ses premiers occupants consommaient du potamochère, du phacochère, du zèbre et du buffle.
Les matières premières utilisées pour réaliser l'industrie lithique incluent le chert, la rhyolite, le quartz et la calcédoine, ainsi que l'os, le bois et les coquilles d'œuf d'autruche.

## L'os du Lebombo
Le site a aussi livré l'« os du Lebombo », interprété par certains auteurs comme le plus ancien bâton de comptage. Il s'agit d'un petit fragment de fibula (os péroné) de babouin datant de 35 000 ans et portant 29 encoches. Il est similaire aux bâtons utilisés comme calendriers par les San de Namibie.